# Okuro Oikawa
Okuro Oikawa (japoneză 及川奥郎, n. 1896, d. 1970) a fost primul astronom japonez care a descoperit un asteroid. El a lucrat la Observatorul astronomic din Tokio. În noiembrie 1927, primul asteroid descoperit de un astronom japonez, a devenit 1088 Mitaka. De-a lungul carierei sale a reușit să descopere 8 asteroizi..
În semn de recunoștință, pentru meritelor sale, asteroidul 2667 Oikawa îi poartă numele.